# Скандал вокруг Дональда Трампа и Сторми Дэниелс
Скандал Сторми Дэниелс и Дональда Трампа — политический скандал, связанный с соглашением о неразглашении (NDA), подписанным личным адвокатом президента США Дональда Трампа Майклом Коэном и порноактрисой Сторми Дэниэлс незадолго до президентских выборов в США в 2016 году.

## Предыстория
После того, как в январе 2018 года The Wall Street Journal сообщила о соглашении о неразглашении, Дэниелс подала в суд на Трампа и Коэна, утверждая, что соглашение недействительно. Спор получил широкое освещение в СМИ и привлек внимание юристов к причастности Коэна к этому делу.
В августе 2018 года Коэн признал себя виновным по восьми обвинениям, в том числе по одному, связанному со скандалом, и заявил под присягой, что заплатил Дэниэлс «по согласованию с кандидатом на федеральный пост и по его указанию», имея в виду Трампа.
Первые сообщения о предполагаемом романе между Трампом и Дэниелс были опубликованы в октябре 2011 года блогом The Dirty и журналом Life & Style.

## События
12 января 2018 г. The Wall Street Journal сообщил, что Коэн заплатил Дэниелс 130 тысяч долларов в октябре 2016 года, за месяц до президентских выборов, чтобы она не обсуждала роман, который у неё якобы был с Трампом в 2006 году.

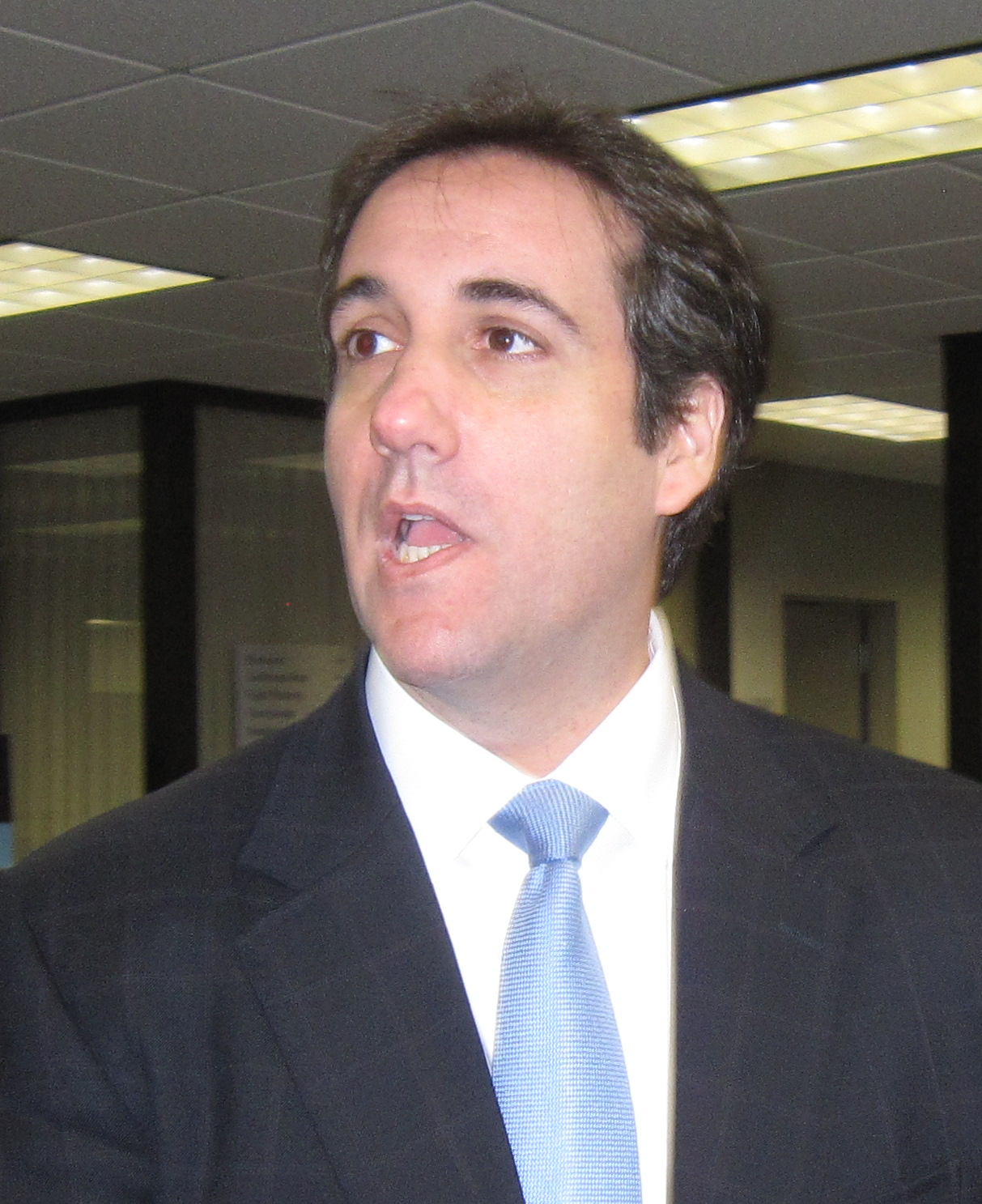
Адвокат Трампа Майкл Коэн был арестован и осужден в результате скандала

В интервью 60 Minutes 25 марта Дэниелс сказала, что они с Трампом однажды занимались сексом, и что позже ей угрожали в присутствии её маленькой дочери, и на неё оказывалось давление, чтобы она подписала соглашение о неразглашении.
5 апреля 2018 года на борту Air Force One Трамп заявил, что ничего не знает о платеже в размере 130 тысяч долларов, который Коэн сделал Дэниелс. Он также сказал, что не знает, почему Коэн сделал платеж или где он получил деньги.
В мае 2018 года личный адвокат Трампа Руди Джулиани заявил в эфире Fox News, что «президент вернул» Коэну 130 тысяч долларов, которые Коэн заплатил Дэниелс. Джулиани также сказал, что Трамп «знал общий порядок» выплаты Коэна, но не «специфику».
В июне 2018 года Дэниелс подала в суд на Майкла Коэна и своего бывшего адвоката Кейта М. Дэвидсона, обвинив Коэна в поощрении Дэвидсона к нарушению её адвокатской тайны. В иске также утверждается, что Трамп знал о попытках Дэниэлс отрицать роман в интервью СМИ.
В августе 2018 года Коэн официально сдался ФБР. В тот же день Коэн признал себя виновным по восьми пунктам обвинения: пяти пунктам обвинения в уклонении от уплаты налогов, одному пункту обвинения в даче ложных показаний финансовому учреждению, одному пункту обвинения в умышленном совершении незаконных корпоративных пожертвований и одному пункту обвинения в чрезмерном взносе на избирательную кампанию по запросу кандидата или в рамках кампании. Он также сказал, что два высокопоставленных руководителя Trump Organization тоже были замешаны в выплате денег за молчание.
В сентябре 2018 года адвокаты Трампа заявили, что Трамп не будет обеспечивать соблюдение соглашения о неразглашении информации и не будет возражать против заявления Дэниелс о его недействительности.